# Sophisme du vrai Écossais
Le sophisme du « vrai Écossais », ou aucun vrai Écossais (en anglais No true Scotsman), est un procédé rhétorique fallacieux utilisé pour réaffirmer une généralisation qui a pourtant été réfutée par un contre-exemple. Il prétend que le contre-exemple donné est invalide car son sujet n'appartient pas vraiment à la catégorie que l'on cherchait à généraliser. Dans des cas plus extrêmes, le procédé peut être utilisé pour écarter d'office tout contre-exemple imaginable à l'énoncé. Il fait partie des pétitions de principe.

## Origine du terme
L'expression est attribuée au philosophe britannique Antony Flew, qui écrit en 1975 :
« Imagine some Scottish chauvinist settled down one Sunday morning with his customary copy of The News of the World. He reads the story under the headline, 'Sidcup Sex Maniac Strikes Again'. Our reader is, as he confidently expected, agreeably shocked: 'No Scot would do such a thing!' Yet the very next Sunday he finds in that same favourite source a report of the even more scandalous on-goings of Mr Angus MacSporran in Aberdeen. This clearly constitutes a counter example, which definitively falsifies the universal proposition originally put forward. ('Falsifies' here is, of course, simply the opposite of 'verifies'; and it therefore means 'shows to be false'.) Allowing that this is indeed such a counter example, he ought to withdraw; retreating perhaps to a rather weaker claim about most or some. But even an imaginary Scot is, like the rest of us, human; and we none of us always do what we ought to do. So what in fact he says is : 'No true Scotsman would do such a thing!' »
— Antony Flew, Thinking about Thinking: or, do I sincerely want to be right?

« Imaginez un Écossais chauvin, assis un dimanche matin avec son journal habituel « The News of the World ». Il lit un article intitulé « Le maniaque sexuel de Sidcup frappe encore ». Notre lecteur, qui s'y attendait bien, est adéquatement choqué : « Aucun Écossais ne ferait une chose pareille ! ». Pourtant, pas plus tard que le dimanche suivant, il trouve dans sa même source préférée le rapport des agissements encore plus scandaleux de M. Angus MacSporran à Aberdeen. Cela constitue clairement un contre-exemple, qui falsifie catégoriquement la proposition universelle avancée à l'origine (« falsifie » est ici, bien sûr, simplement l'opposé de « vérifie », et signifie par conséquent « démontrer être faux »). Étant donné un tel contre-exemple, il devrait se dédire, peut-être reformuler plus faiblement avec « la plupart » ou « certains ». Mais un Écossais même imaginaire est, comme nous autres, humain, et aucun de nous ne fait toujours ce que nous devrions faire. C'est pourquoi ce qu'il dit en réalité est : « Aucun vrai Écossais ne ferait une chose pareille ! ». »
— Thinking about Thinking: or, do I sincerely want to be right?

## Sophisme
Le procédé du vrai Écossais consiste à écarter un contre-exemple qui remet en cause une généralisation. Il est fallacieux car il modifie la définition des termes de l'énoncé de manière arbitraire. Le terme « vrai » et ses équivalents impliquent que l'on juge de l'appartenance ou non à la catégorie en fonction de critères ou d'une définition qui ne sont pas explicités. Dans le meilleur des cas, il y a confusion entre les interlocuteurs sur la définition des termes. S'ils étaient correctement définis, il deviendrait apparent que l'énoncé est une tautologie, infalsifiable et n'apprenant rien sur rien.
Le sophisme du vrai Écossais peut être utilisé pour écarter les objections.
Personne A : « Les Écossais ne mettent pas de sucre dans leurs céréales. »
Personne B : « Mon oncle Angus, qui est écossais, en met dans les siennes. »
Personne A : « Dans ce cas ton oncle n'est pas un vrai Écossais »
Ce sophisme est repris par le psychanalyste français Thierry Simonelli :

« L’un des (faux) arguments les plus courants est justement celui du « pas un vrai psychanalyste ». C’est l’équivalent psychanalytique du sophisme du « vrai écossais ». [...]

− Aucun psychanalyste ne remettrait jamais en question la thèse fondamentale de la Traumdeutung.

− A remet en question la thèse fondamentale de la Traumdeutung

− Aucun vrai psychanalyste ne remettrait jamais en question la thèse fondamentale
de la Traumdeutung.

La double conséquence est évidente : 1. A n’est pas un vrai psychanalyste et 2. les vrais psychanalystes perdraient leur temps s’ils s’arrêtaient sur ses digressions. Il ne suffit pas d’être psychanalyste, encore faut-il en être un « vrai ». Et pour ce faire, il faut penser, agir et parler comme un « vrai » ; c’est-à-dire rester conforme à un canon doctrinal et pratique bien précis. »

— Thierry Simonelli, Comment interpréter les rêves ?
Le politiste français Clément Viktorovitch donne une illustration de ce sophisme :

« − Les féministes militent pour l'abolition de la prostitution.

− Ce n'est pas vrai, il y a tout un courant du féminisme qui revendique au contraire le droit, pour les femmes, de faire ce qu'elles veulent de leur corps.

− Pardon, mais tu me parles de travailleuses du sexe... Les vraies féministes, elles, sont pour l'interdiction de la prostitution. »

Dans les années 2000, une scène où est employé ce sophisme apparaît dans une campagne publicitaire du ministère français de la Santé sur les antibiotiques : 

« − Tu as l'air malade, tu es sous antibiotique ?

− Non.

− Tu n'es pas vraiment malade alors. »

## Neutralisation
Dès lors que le périmètre de la discussion et les termes employés sont correctement définis et qu'on s'y tient, le sophisme du vrai Écossais cesse d'être possible.